# Doctors
Doctors ist eine britische Fernseh-Seifenoper. Sie wird täglich von der BBC ausgestrahlt.

## Handlung
Die Serie spielt in der fiktiven Großstadt Letherbridge. In ihr werden die Einsätze und Eingriffe der Ärzte eines Ärztezentrums als auch die alltäglichen Arbeiten des Krankenhauspersonals der angrenzenden Universitätschirurgie dargestellt.
Doctors startete 2000 mit Christopher Timothy als Dr. Brendan McGuire. Timothy, der schon vorher durch die Rolle des Dr. James Herriot in der Fernsehserie Der Doktor und das liebe Vieh (All Creatures Great And Small) bekannt war, verließ die Serie jedoch im Mai 2006.

## Hintergrund
Die von der BBC Birmingham seit dem Jahr 2000 an produzierte Serie wird kontinuierlich auf BBC One ausgestrahlt. Im Gegensatz zu anderen britischen Seifenopern gab es jedoch bis zum Jahr 2007 während der Sommermonate lange Unterbrechungen. Ursprünglich wurde die Serie in den „Pebble Mill Studios“ der BBC in Edgbaston gedreht. Doch im vierten Jahr des Seriendrehs wurden die Pebble Mill Studios geschlossen und so zog die Produktion auf das „BBC Drama Village Gelände“ in Selly Oak um. Weitere Teile der Sendung, beispielsweise die Polizeistation, werden seit dem auf dem BMS World Mission Gelände auch bekannt als IMC International Mission Centre in der Weoley Park Road 24 in Selly Oak gedreht. Die Serie Doctors ist die einzige britische Seifenoper, bei der jede einzelne Folge einen separaten Titel erhält.
Seit dem 16. Februar 2009 wird Doctors in High Definition auf dem BBC HD Channel, jeweils um 18 Uhr, gezeigt.
Die Seifenoper hat eine Einschaltquote zwischen 1,5 und 2 Millionen Zuschauer, mit einer Einschaltquote von über 25 Prozent je Episode. Doch seit 2009 hat Doctors seinen Anteil gesteigert, und nun wird die Sendung von 3,5 Millionen Fernsehzuschauern je Episode verfolgt. Dies entspricht einer Einschaltquote je Episode von 50 Prozent.

## Besetzung
| Schauspieler           | Rollenname                | Jahre                  | Besetzung                | Rolle                            |
| ---------------------- | ------------------------- | ---------------------- | ------------------------ | -------------------------------- |
| Diane Keen             | Julia Parsons             | von 2003 an            | Aktuelle Besetzung       | Practice Manager                 |
| Adrian Lewis Morgan    | Dr. Jimmi Clay            | von 2005 an            | Aktuelle Besetzung       | praktischer Arzt (GP)            |
| Donnaleigh Bailey      | Michelle Corrigan         | von 2006 an            | Aktuelle Besetzung       | älteste Arzthelferin             |
| Matthew Chambers       | Dr. Daniel Granger        | von 2007 an            | Aktuelle Besetzung       | praktischer Arzt (GP)            |
| Selina Chilton         | Ruth Pearce               | von 2008 an            | Aktuelle Besetzung       | Rezeptionist                     |
| Owen Brenman           | Dr. Heston Carter         | von 2008 an            | Aktuelle Besetzung       | praktischer Arzt (GP)            |
| Jan Pearson            | Karen Hollins             | von 2009 an            | Aktuelle Besetzung       | Rezeptionist                     |
| Sophie Abelson         | Cherry Malone             | von 2009 an            | Aktuelle Besetzung       | Arzthelferin                     |
| David Sturzaker        | Dr. Simon Bond            | von 2009 an            | Aktuelle Besetzung       | GP Registrar                     |
| Elisabeth Dermot-Walsh | Dr. Zara Carmichael       | von 2009 an            | Aktuelle Besetzung       | praktischer Arzt (GP)            |
| Chris Walker           | Rob Hollins               | von 2009 an            | Aktuelle Besetzung       | Sergeant                         |
| Charlie Clemmow        | Imogen Hollins            | von 2009 an            | Aktuelle Besetzung       | Tochter von Sergeant Rob Hollins |
| Nicolas Woodman        | Jack Hollins              | von 2009 an            | Aktuelle Besetzung       | Sohn von Sergeant Rob Hollins    |
| Philip McGough         | Dr. Charlie Bradfield     | von 2010 an            | Aktuelle Besetzung       | Arzt                             |
| James Bradshaw         |                           | 2005, 2008, 2014, 2020 |                          | diverse Nebenrollen              |
| Seeta Indrani          | Dr. Lily Hassan           | von 2008–2010          | Ehemalige Hauptbesetzung | praktischer Arzt (GP)            |
| Elizabeth Bower        | Dr. Melody Bell           | von 2007–2009          | Ehemalige Hauptbesetzung | praktischer Arzt (GP)            |
| Matt Kennard           | Archie Hallam             | von 2007–2009          | Ehemalige Hauptbesetzung | Arzthelferin                     |
| Stirling Gallacher     | Dr. George Woodson        | von 2003–2009          | Ehemalige Hauptbesetzung | praktischer Arzt (GP)            |
| Seán Gleeson           | Ronnie Woodson            | von 2003–2009          | Ehemalige Hauptbesetzung | Rechtsanwalt                     |
| Anita Carey            | Vivien March              | von 2007–2009          | Ehemalige Hauptbesetzung | Senior Rezeptionist              |
| Michael McKell         | Dr. Nick West             | von 2006–2008          | Ehemalige Hauptbesetzung | praktischer Arzt (GP)            |
| Stephen Boxer          | Dr. Joe Fenton            | von 2006–2008          | Ehemalige Hauptbesetzung | praktischer Arzt (GP)            |
| Martha Howe-Douglas    | Donna Parmar              | von 2006–2007          | Ehemalige Hauptbesetzung | Rezeptionist                     |
| Ben Jones              | Dr. Greg Robinson         | von 2004–2007          | Ehemalige Hauptbesetzung | praktischer Arzt (GP)            |
| Eva Fontaine           | Faith Walker              | von 2001–2006          | Ehemalige Hauptbesetzung | Arzthelferin                     |
| Christopher Timothy    | Dr. Brendan „Mac“ McGuire | von 2000–2006          | Ehemalige Hauptbesetzung | praktischer Arzt (GP)            |
| Maggie Cronin          | Kate McGuire              | von 2000–2006          | Ehemalige Hauptbesetzung | Practice Manager                 |
| Andrea Green           | Sarah Finch               | von 2004–2006          | Ehemalige Hauptbesetzung | Rezeptionist                     |
| Jaye Griffiths         | Dr. Elizabeth Croft       | nur 2006               | Ehemalige Hauptbesetzung | praktischer Arzt (GP)            |
| Corrinne Wicks         | Dr. Helen Thompson        | von 2000–2005          | Ehemalige Hauptbesetzung | praktischer Arzt (GP)            |
| Tom Butcher            | Dr. Marc Elliot           | von 2001–2005          | Ehemalige Hauptbesetzung | praktischer Arzt (GP)            |
| Ariyon Bakare          | Dr. Ben Kwarme            | von 2001–2005          | Ehemalige Hauptbesetzung | praktischer Arzt (GP)            |
| Akemnji Ndifornyen     | Nathan Baily              | von 2003–2005          | Ehemalige Hauptbesetzung | Ben’s Sohn                       |
| Natalie J. Robb        | Dr. Jude Carlyle          | von 2001–2004          | Ehemalige Hauptbesetzung | praktischer Arzt (GP)            |
| Laurence Penry-Jones   | Dr. Oliver Berg           | von 2002–2003          | Ehemalige Hauptbesetzung | praktischer Arzt (GP)            |
| Nathan Wright          | Chris Reid                | von 2010–2014          | Ehemalige Hauptbesetzung | Krankenpfleger                   |
| Sean Arnold            | Dr. Harry Fisher          |                        | Ehemalige Nebenbesetzung |                                  |
| Steven Hartley         | Dr. Jack Ford             |                        | Ehemalige Nebenbesetzung |                                  |
| Sarah Manners          | Joanna Helm               |                        | Ehemalige Nebenbesetzung | Rezeptionistin                   |
| Tabitha Wady           | Katrina Bullen            |                        | Ehemalige Nebenbesetzung | Rezeptionistin                   |
| Elaine Donnelly        | Mavis Ryder               |                        | Ehemalige Nebenbesetzung | Rezeptionistin                   |
| Yvonne Brewster        | Ruth Harding              |                        | Ehemalige Nebenbesetzung | Arzthelferin                     |
| Mark Frost             | Dr. Steve Rawlings        |                        | Ehemalige Nebenbesetzung |                                  |
| Jacqueline Leonard     | Dr. Caroline Powers       |                        | Ehemalige Nebenbesetzung |                                  |
| Akbar Kurtha           | Dr. Rana Mistry           |                        | Ehemalige Nebenbesetzung |                                  |
| Nicole Arumugam        | Dr. Kali Hamada           |                        | Ehemalige Nebenbesetzung |                                  |
| Jessica Gallagher      | Bracken Woodson           |                        | Ehemalige Nebenbesetzung |                                  |
| James Carlton          | Mike Kelsey               |                        | Ehemalige Nebenbesetzung |                                  |
| Angela Lonsdale        | DI Eva Moore              |                        | Ehemalige Nebenbesetzung |                                  |
| Felix D'Alviella       | Rico Da Silva             |                        | Ehemalige Nebenbesetzung |                                  |
| Emma Samms             | Amanda Clay               | nur 2005               | Ehemalige Nebenbesetzung |                                  |